# لا تدع أي أثر (فلم)
لا تدع أي أثر (بالإنجليزية: leave no trace) هو فيلم دراما تم انتاجه في الولايات المتحدة وصدر سنة 2018 بطولة بن فوستر وتوماسن ماكنزي وجيف كوبر.

## القصة
أب برفقة ابنته المراهقة صاحبة الثلاثة عشر عامًا، يعيشان في حديقة حضرية واسعة أشبه بالجنة في (بورتلاند) بولاية (أوريجون)، إلى أن يقع خطأ صغير يغيِّر حياتهما إلى الأبد.

## الميزانية والإيرادات
حقق الفيلم ارباح تقدر بـ 7.1 مليون دولار أمريكي.

## وصلات خارجية
- مقالات تستعمل روابط فنية بلا صلة مع ويكي بيانات

لا تدع اي اثر على IMDb
لا تدع أي اثر على Rotten Tomatos
لا تدع أي اثر على metacritic
لا توجد روابط لمواقع التواصل الاجتماعي.